# 50753 Maryblagg
50753 Maryblagg este o planetă minoră (asteroid), cu un diametru de 3,485 km, din centura de asteroizi. A fost descoperită pe 3 martie 2000 la Catalina Station⁠(d) de Catalina Sky Survey. 
Obiectul prezintă o orbită caracterizată de o semiaxă mare de 2,6979612087746 UAi, o excentricitate de 0,14826863018875, o înclinație de 12,116687565629 ° în raport cu ecliptica.